# 楊時化
楊時化（1585年—1654年），字季雨，號沁嶼，山西省澤州府陽城縣（今山西省陽城縣）人，明朝进士、清朝政治人物。

## 生平
明朝萬曆四十三年（1615年）乙卯科山西鄉試第三名舉人，四十七年（1619年），登己未科進士，吏部觀政，授行人，天啓四年甲子順天同考，七年考选，授给事中，崇祯元年丁憂。以高平令貪虐甚，劾之，反为所噬，罷歸。精鉴赏，天启四年甲子分校京闈，尤稱得人，金聲（字正希）、唐九经（字豫公）皆其所拔。
順治初年，擔任戶科給事中。順治三年，升任禮科右給事中，任山東鄉試正考官；次年升刑科左給事中。以事謫浙江按察司照磨，卒，貧不能營葬地。